# 北菱電興
北菱電興（日语：／）是一家電氣和電子機器設備銷售公司，總部位於日本石川縣金澤市。除了各種工控設備，電腦相關設備和周邊設備，也從事有線電視（CATV）相關設備的開發和製造，以及建築設備工事的綜合性貿易公司，並且為三菱电机和三菱重工业之代理商。

## 主要營業內容
- 電氣、電子設備贩卖與開發（三菱电机、康耐視和迪吉多的產品）
- 半導體、電子元件贩卖
- 產業系統的企劃、設計、贩卖、控制系統、FA系統、機電系統等建構
- 系統之企劃、設計、贩卖、映像系統、通訊系統等建構
- 计算机辅助设计系統等系統開發
- 電氣設備工事、電訊、空調工事、管道工事
- 環境系統、升降機設備、物業管理、太陽能發電

## 相關業務
1997年，北菱電興於台北市設立台灣北菱股份有限公司，業務內容包括電子零件、機械加工零件進出口貿易及日本業務代行，亦提供中英日韓、東南亞語系、歐洲語系等語言的筆譯及口譯服務。

## 外部連結
- 官方网站
- 富山ホクリョー株式會社（页面存档备份，存于）
- HOKURYO LEAD 株式會社（页面存档备份，存于）
- 台灣北菱股份有限公司（页面存档备份，存于）